# Ambasada Angoli przy Stolicy Apostolskiej
Ambasada Republiki Angoli przy Stolicy Apostolskiej – misja dyplomatyczna Republiki Angoli przy Stolicy Apostolskiej. Ambasada mieści się w Rzymie w Palazzo Chigi-Odescalchi.